# Лубняны (гмина)
Лубняны (пол. Łubniany) — сельская гмина (волость) в Польше, входит как административная единица в Опольский повет (силезский), Опольское воеводство. Население — 9042 человека (на 2004 год).

## Демография
| Перепись                       | Всего   | Всего | Женщины | Женщины | Мужчины | Мужчины |
| ------------------------------ | ------- | ----- | ------- | ------- | ------- | ------- |
| Единицы                        | человек | %     | человек | %       | человек | %       |
| Население                      | 9042    | 100   | 4683    | 51,8    | 4359    | 48,2    |
| Плотность населения (чел./км²) | 72,1    | 72,1  | 37,3    | 37,3    | 34,8    | 34,8    |

## Соседние гмины
1. Гмина Добжень-Вельки
2. Гмина Лясовице-Вельке
3. Гмина Мурув
4. Ополе
5. Гмина Турава